# Große Nordwände der Alpen
Die großen Nordwände der Alpen (auch Klassische Nordwände oder Letzte Probleme der Alpen) sind eine Gruppe von drei oder sechs Nordwänden alpiner Berge, die sich durch ihre besondere Größe, Schwierigkeit oder Gefährlichkeit für Bergsteiger auszeichnen. Dabei handelt es sich um die Nordwände von Eiger, Grandes Jorasses und Matterhorn; in der erweiterten Gruppe der „sechs großen Nordwände der Alpen“ sind dies zusätzlich die Nordwände von Petit Dru, Piz Badile und der Großen Zinne.
Fritz Kasparek, einer der vier Erstdurchsteiger der Eiger-Nordwand, verwendete im Jahr 1938 als erster den Begriff der „drei großen Wandprobleme“. Sein damaliger Gefährte Anderl Heckmair griff diese Terminologie elf Jahre später auf, indem er sein 1949 erschienenes Buch mit „Die drei letzten Probleme der Alpen“ betitelte.

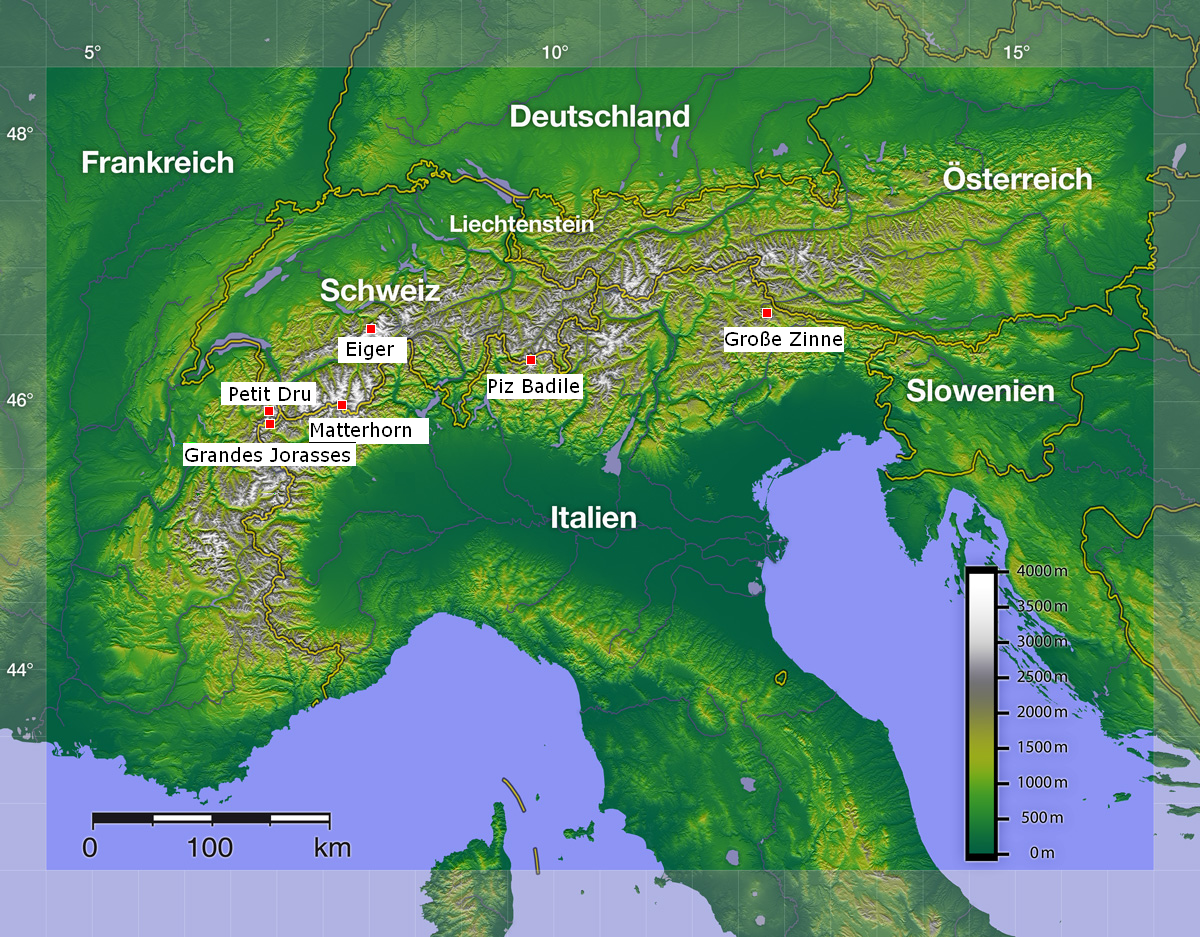
Lage der Nordwände

„Wer mit Sicherheit eine solche Wand durchklettern kann, muss sich wohl erhaben fühlen über alle menschlichen Kleinigkeiten.“

## Zum Konzept der „großen Nordwände“

### Begriffsbedeutung „Nordwand“

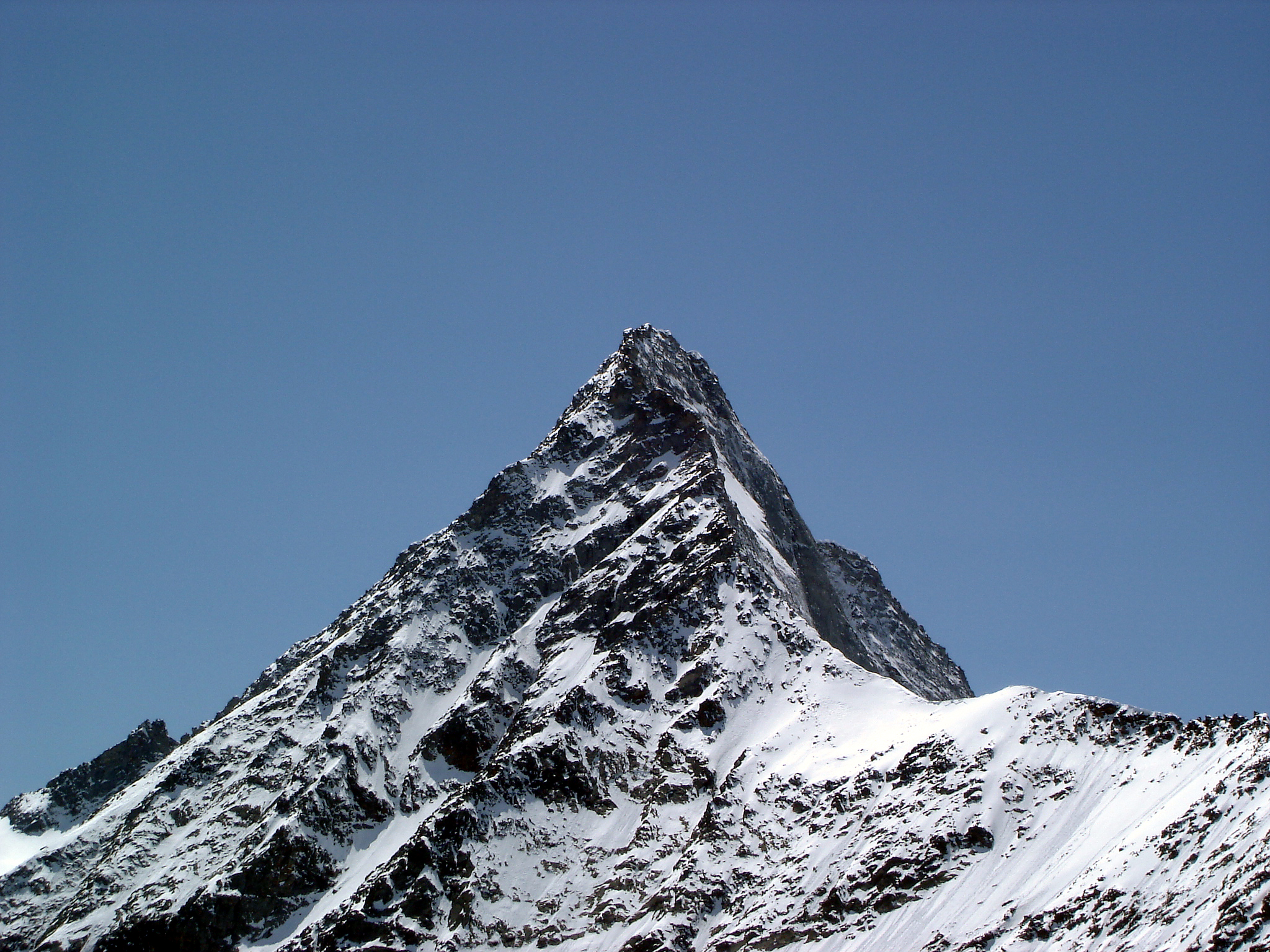
Der Begriff „Nordwand“ wird meist mit dunklen, vereisten, steilen Bergwänden assoziiert: hier die Schrammacher Nordwand.

Der Begriff „Nordwand“ wird unter Alpinisten mit besonderen alpinistischen Schwierigkeiten und Gefahren verbunden. Die Nordwände hoher Berge auf der Nordhalbkugel weisen durch ihre schattige Lage in der Regel eine stärkere Vereisung und damit größere Schwierigkeiten auf als andere Wände.
Teils wird zusätzlich auch die ostseitige Ausrichtung einer Felswand betont, etwa aufgrund ihrer Eigenschaft, dass Kletterer in einer Ostwand von Westen heranziehende Schlechtwetterfronten nicht frühzeitig erkennen; Westwände spielen ebenfalls eine Rolle wegen ihrer Wetterausgesetztheit.
Das Konzept Nordwand steht im alpinistischen Sinne für die wirklich großen und herausfordernden Routen, aber auch für Kälte und Gefahr. Daher wurde beispielhaft die Eiger-Nordwand aufgrund der zahlreichen tödlich endenden Besteigungsversuche auch Mordwand genannt, wodurch der eindeutige Bezug zur Lebensgefahr hergestellt wird.

### Grund der Zurechnung zu den großen Nordwänden
In erster Linie führen alpinistische und historische Gründe zu der Zurechnung einer Nordwand zu den „großen Nordwänden“ der Alpen, die absolute Wandhöhe ist weniger entscheidend. Der Begriff „große Nordwand“ ist also nicht gleichbedeutend mit „hohe Nordwand“. Während in den Alpen viele hohe Nordwände aufzufinden sind, werden nur drei bis sechs Nordwände zu den „großen Nordwänden“ gezählt. So ist beispielsweise die Nordwand des Triglav in den Julischen Alpen mit einer Wandhöhe von 1500 m eine der höchsten Alpenwände überhaupt. Wegen ihrer vergleichsweise geringen Schwierigkeit wird sie aber nicht als „große Nordwand“ bezeichnet. Bei einigen der „großen Nordwände“ handelt es sich, genau genommen, um keine Nordwände, sondern um Nordwest- (zum Beispiel Eiger) oder Nordostwände (Piz Badile). Diese Wände werden als Nordwände bezeichnet, weil dies sprachlich griffiger ist und eine einheitliche Gruppenbezeichnung besser ermöglicht.

### Gefährlichkeit und Todesfälle
Die bekannteste und wegen Steinschlags und häufiger Wetterstürze gefährlichste der großen Nordwände ist die Eiger-Nordwand. Dort kamen bereits  mehr als 50 Bergsteiger zu Tode. An anderen Alpenwänden, wie zum Beispiel der Watzmann-Ostwand, sind zwar noch erheblich mehr Bergsteiger tödlich verunglückt (dort bis Juli 2010 100 Todesfälle); Ursachen dafür sind allerdings weniger die großen Schwierigkeiten und Gefahren der Wand, sondern eher der im Vergleich höhere Andrang von oft nicht genügend vorbereiteten Kletterern. Da die immensen Anforderungen der großen Nordwände allgemein bekannt sind, versuchen ungeübte Bergsteiger sich vergleichsweise selten an ihnen. Daher ist die absolute Zahl der Unglücksfälle im Vergleich zu frequentierteren Zielen niedriger.
Die klettertechnisch schwierigste und steilste ist die Große-Zinne-Nordwand, allerdings handelt es sich hierbei um reine Felskletterei. Des Weiteren ist sie die einzige, bei der der Gipfel unterhalb von 3000 m Höhe liegt und bei der – auch bedingt durch ihre Lage in Südtirol – die Gefahr von Wetter- und Temperaturstürzen sowie ein allgemein ernster, hochalpiner Charakter weniger vorhanden sind als bei den anderen großen Wänden.

## Historischer Überblick

### Vor 1930

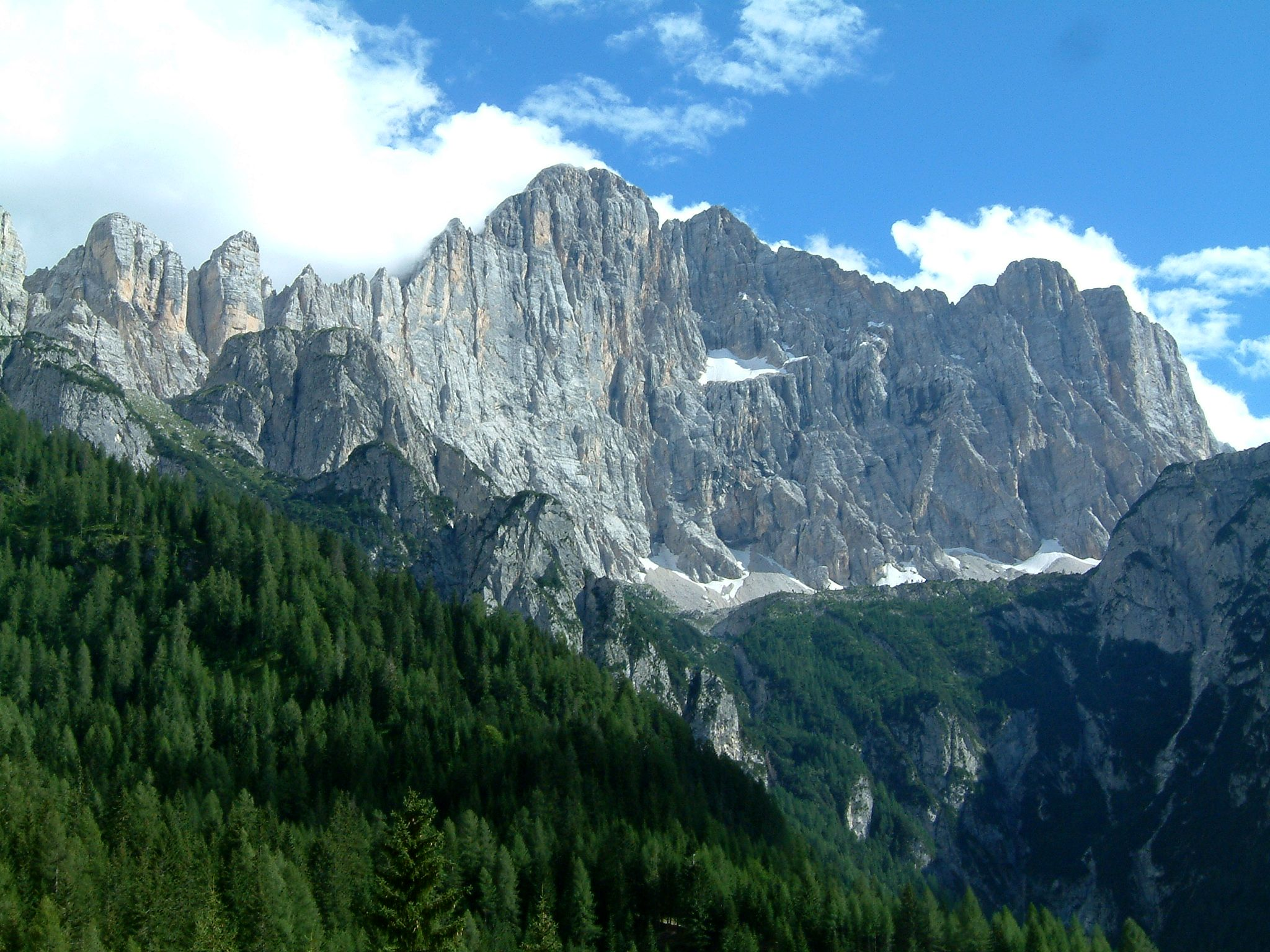
In den 1920er Jahren standen noch reine Felswände wie hier die Civetta-Nordwestwand im Mittelpunkt des Spitzenalpinismus. Für die großen vereisten Nordwände war damals die Zeit noch nicht reif.

Als im Jahr 1865 das Matterhorn zum ersten Mal bestiegen wurde, ging die erste große Ära des modernen Alpinismus zu Ende. Der für unbesteigbar gehaltene Berg war erklommen worden, und obwohl mehrere der Erstbesteiger beim Abstieg ums Leben kamen, verbreitete sich die Erkenntnis: Das Unmögliche war möglich geworden, und es galt nur als eine Frage der Zeit, bis noch schwierigere und „unmöglichere“ Unternehmungen folgen würden. Um 1870 waren fast alle bekannten und nennenswerten Gipfel der Alpen bestiegen, lediglich bei einigen untergeordneten, unzugänglichen oder besonders schwierigen Felszacken dauerte es noch bis zur Jahrhundertwende, bis sie zum ersten Mal betreten wurden. Die führenden Bergsteiger der damaligen Zeit suchten sich nun neue Herausforderungen: Nach den Gipfeln richtete sich das Augenmerk bald auf die großen Wandfluchten der Alpen, die bis dahin sämtlich unbestiegen waren. Als erste große Wände wurden 1872 die Monte-Rosa-Ostwand und 1881 die Watzmann-Ostwand durchstiegen. Dabei handelte es sich um zwei der größten Alpenwände, die aber klettertechnisch verhältnismäßig moderat zu bewältigen waren. Die Durchsteigung der meisten weiteren großen Wände der Alpen erfolgte in den nächsten Jahrzehnten. Die Bezwingung der „großen Nordwände“ war jedoch zunächst noch unmöglich.
Als in den 1920er Jahren im Fels- und zum Teil auch im Eisklettern mittlerweile hohe Schwierigkeitsgrade erreicht und gewaltige Wände wie die Laliderer-Nordwand und die Civetta-Nordwestwand durchstiegen waren, wandte sich die Aufmerksamkeit der Szene zunehmend denjenigen wenigen Wänden der Alpen zu, denen noch keine Durchsteigung abgerungen worden war. Nur eine Handvoll dieser undurchstiegenen Wandfluchten, an denen die Schwierigkeiten größer zu sein schienen als anderswo, war Anfang der 1930er Jahre noch übriggeblieben. Meist handelte es sich dabei um Nordwände.

### Die Erstdurchsteigung der Wände

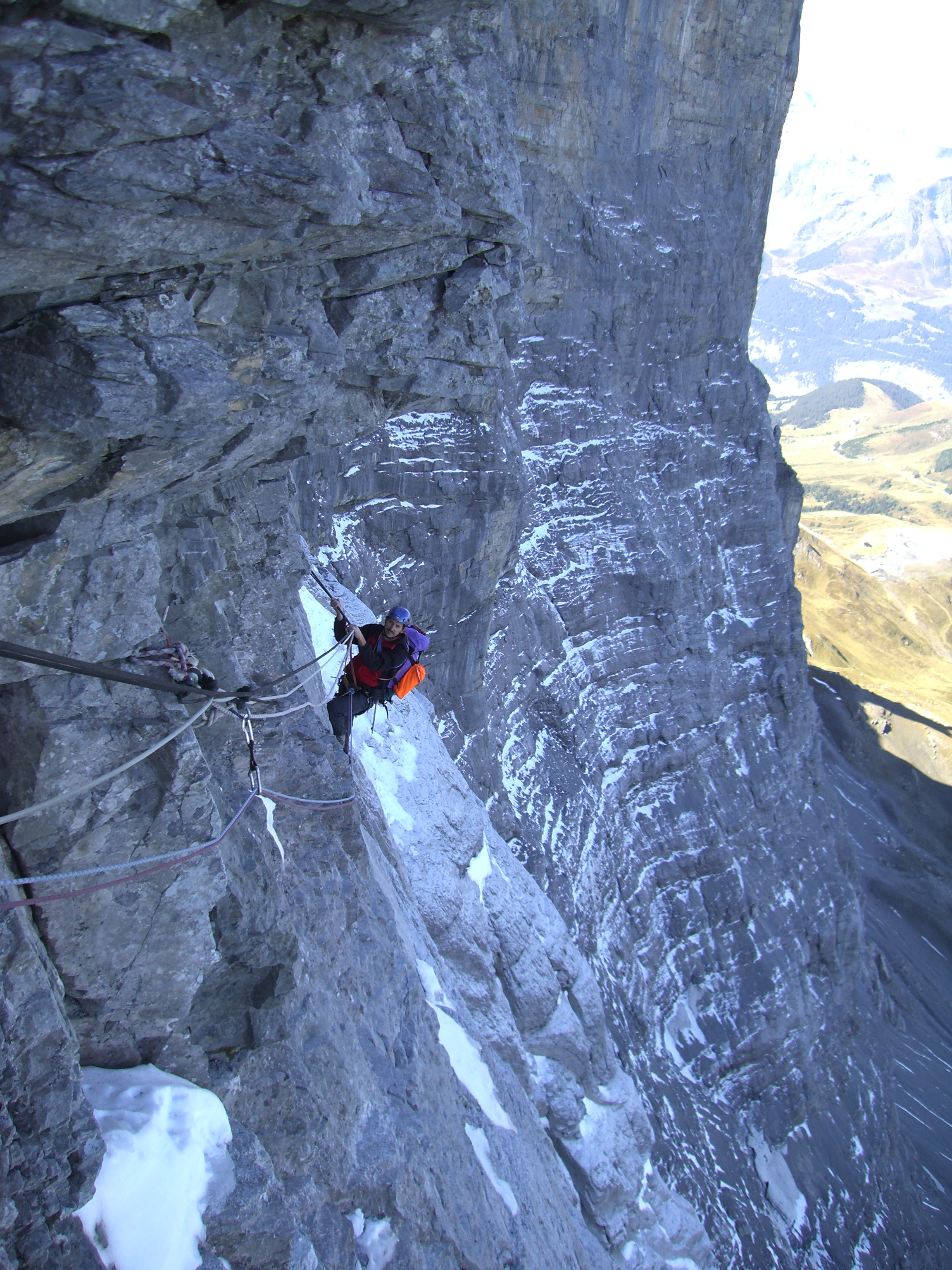
Die nach dem deutschen Bergsteiger Andreas Hinterstoißer benannte Quergangpassage an der Eiger-Nordwand. Bei seinem Erstbesteigungsversuch 1936 bewältigte Hinterstoißer als Erster diese Passage, einsetzendes schlechtes Wetter zwang seine Seilschaft später zum Rückzug. Da die Seilschaft hier kein Sicherungsseil zurückgelassen hatte, endete dieser Erstbesteigungsversuch verhängnisvoll. Alle Teilnehmer der Seilschaft starben in der Nordwand.

Vor allem die noch undurchstiegenen Nordwände von Eiger, Grandes Jorasses und Matterhorn standen wegen ihrer Dimension und Bekanntheit im Mittelpunkt des Interesses. Durch den Nimbus von Gefahr und Todesmut, der sich nun durch zahlreiche erfolglose Versuche um die Erstdurchsteigung entwickelte, wurde die Bezwingung dieser Wände zu einer Angelegenheit herausragenden Prestiges. Im Erfolgsfall konnte ein Bergsteiger internationales Ansehen gewinnen und als Spitzenbergsteiger gelten. Die Besteigung nur einer dieser Wände, vor allem ihre Erstdurchsteigung, stellte ein fieberhaft verfolgtes Ziel dar, dem einige Bergsteiger aufgrund verschiedener Ursachen wie mangelhafter Ausrüstung oder Wetterstürzen zum Opfer fielen.
1931 konnte als erstes der „letzten drei Probleme der Alpen“ schließlich die Nordwand des Matterhorns erstmals durchstiegen werden. Den Gebrüdern Schmid wurde im Jahr 1932 für diese Leistung die olympische Goldmedaille, der Prix olympique d’alpinisme, verliehen. Zu der Besteigung waren die Brüder von München aus mit dem Fahrrad angereist. Toni Schmid erlebte die Auszeichnung allerdings nicht mehr, da er kurz zuvor in der Nordwand des Wiesbachhorns tödlich verunglückt war.
1935 folgte die Grandes-Jorasses-Nordwand, die klettertechnisch anspruchsvollste kombinierte (Eis- und Fels-)Wand der großen Nordwände. Die Erstbesteigung erfolgte über den Crozpfeiler; später etablierte sich die Route über den Walkerpfeiler, die im Jahr 1938 eröffnet wurde, als die klassische Route durch diese Wand.
Es blieb nur noch die Eigerwand übrig, die folgerichtig als das „letzte Problem der Alpen“ bezeichnet wurde. Sie wurde nach einigen gescheiterten Versuchen und tödlichen Unfällen erst 1938 von einer deutsch-österreichischen Viererseilschaft (Anderl Heckmair, Heinrich Harrer, Fritz Kasparek und Ludwig Vörg) erfolgreich durchstiegen.
Die Besteigungsversuche der 1930er Jahre wurden als „Schicksalsunternehmungen nationaler Tragweite“ angesehen und von einem großen Publikum mitverfolgt. Sie erlangten schließlich auch eine politische Dimension, indem das NS-Regime den bergsteigerischen Erfolg am Eiger propagandistisch vereinnahmte: Adolf Hitler feierte die Pioniertat seiner Landsleute „als Zeugnis des unbeugsamen Siegeswillens der deutschen Jugend“ und begrüßte die vier Bergsteiger persönlich mit den Worten „Kinder, was habt ihr geleistet!“. Bis heute ist umstritten, inwieweit Heinrich Harrers geschriebene Aussage „Wir haben die Eiger-Nordwand durchklettert über den Gipfel hinaus bis zu unserem Führer!“, seine Mitgliedschaft bei NSDAP und SS und das bereitwillige Auftreten Anderl Heckmairs (der jedoch nie NSDAP-Mitglied war) zusammen mit Hitler eine überzeugte Gesinnung oder nur politischen Opportunismus und Mitläufertum widerspiegelten.

### 1940er Jahre bis 1960er Jahre

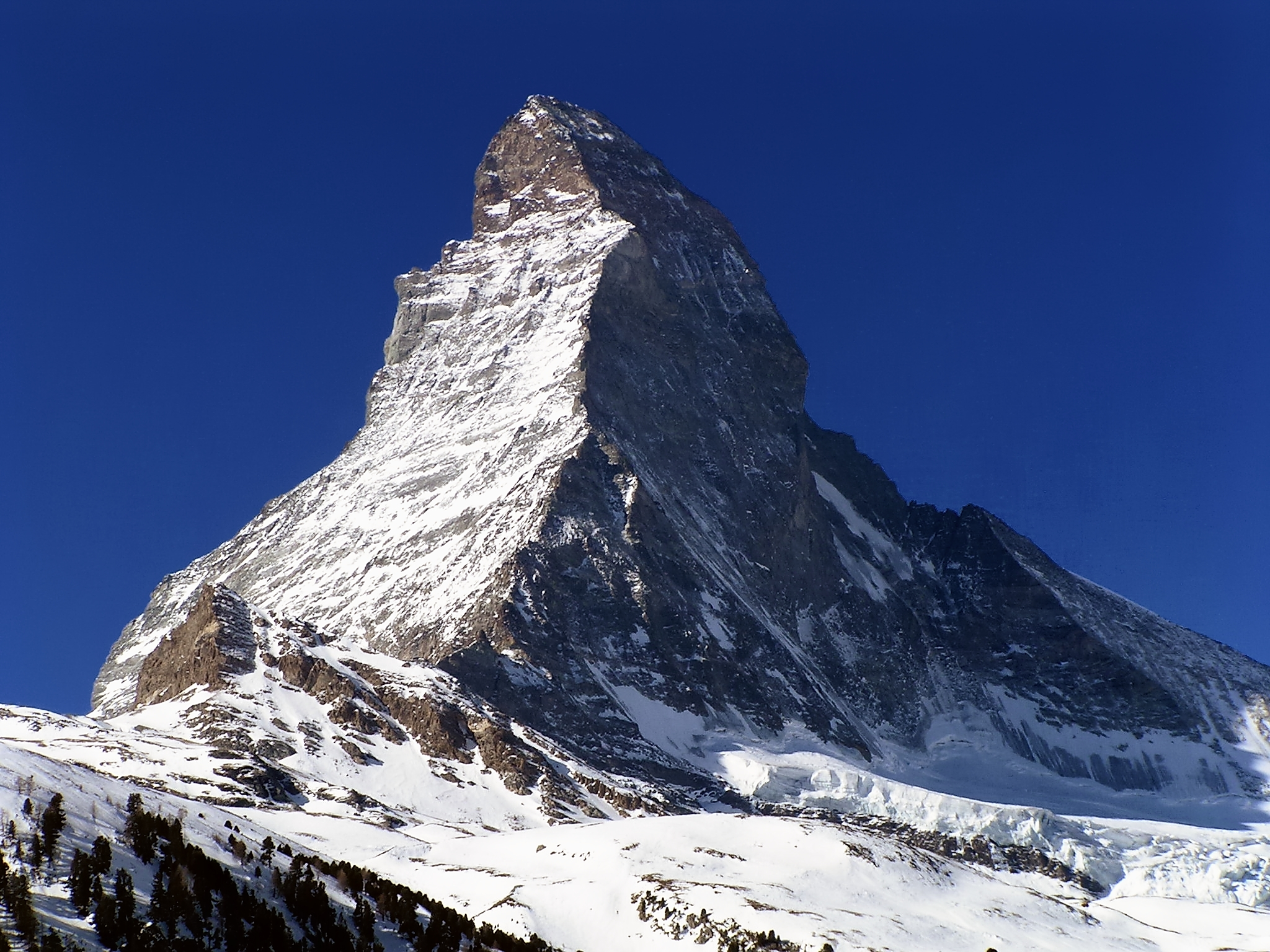
Walter Bonattis Winter-Solo-Durchsteigung der Matterhorn-Nordwand (siehe Bild, rechte Wand) 1965 war eine der größten alpinistischen Leistungen der 1960er Jahre und zugleich seine letzte große Tour.

Gerade im zeitlichen Rahmen zwischen den 1930er Jahren und den 1960er Jahren stellt die Ersteigungsgeschichte der großen Nordwände ein Spiegelbild der Geschichte des Alpinismus selbst dar: Auf dem Normalweg waren alle Gipfel bereits bestiegen; das Klettern war jedoch noch nicht so weit entwickelt, dass allein Wände und Schwierigkeitsgrade ohne Gipfel gesucht worden wären. Der Gipfel in Kombination mit einer großen, furchterregenden Wand war das bergsteigerische Ideal jener Zeit, und dementsprechend finden sich in den Begehungslisten der großen Nordwände bis in die 1960er Jahre hinein fast alle Spitzenbergsteiger der damaligen Zeit wieder (Gaston Rébuffat, Hermann Buhl, Kurt Diemberger und viele andere). Daisy Voog durchstieg 1964 als erste Frau die Eiger-Nordwand und Yvette Vaucher gelang 1965 die erste Frauenbegehung der Matterhorn-Nordwand.
Nachdem mit der Eiger-Nordwand seit dem Jahr 1938 alle großen Nordwände durchstiegen waren, gingen Bergsteiger nun zu Versuchen über, die ersten Winterdurchsteigungen durchzuführen oder alle großen Nordwände zu klettern. Gaston Rébuffat erreichte 1952 das Ziel, alle sechs großen Nordwände der Alpen zu durchsteigen. Seit den 1960er Jahren nahmen sich einige weitere Extrembergsteiger zum Ziel, die Durchsteigung mehrerer großer Nordwände, meist der „großen Drei“, innerhalb nur einer Saison durchzuführen. Als seit dieser Zeit das Niveau des Spitzenalpinismus immer weiter stieg und eine bessere Ausrüstung sowie fortschrittlichere Trainingsmethoden die Erfolgschancen erhöhten, wurden nun immer schwierigere, oft möglichst direkte Linien („Direttissime“) durch die großen Wände gelegt. Auch diese wurden bald im Winter geklettert.

### Seit 1970
Schließlich lockten in den 1970er und 1980er Jahren Einzelbegehungen auf Zeit vor allem in der Eiger-Nordwand Spitzenbergsteiger an. Danach sank allmählich das Interesse an Einzeldurchsteigungen der großen Nordwände auf ihren Normalwegen; anstelle dessen erklärten einzelne herausragende Alpinisten die Aneinanderreihung (enchaînement) von Nordwand-Durchsteigungen zu ihrem Ziel. Eine herausragende Leistung gelang der schottischen Bergsteigerin Alison Hargreaves, die alle sechs großen Nordwände der Alpen innerhalb einer Saison, immer allein kletternd und zusammengerechnet in weniger als 24 Stunden durchstieg. Sie durchstieg zudem im Jahr 1988 die Eiger-Nordwand, als sie mit ihrem Sohn im sechsten Monat schwanger war. In jüngster Vergangenheit machte der Schweizer Extrembergsteiger Ueli Steck von sich reden, indem er von Februar 2008 bis Januar 2009 die Nordwände von Eiger, Grandes Jorasses und Matterhorn allesamt solo und in bis dato nicht für möglich gehaltenen Zeiten durchstieg. Für alle drei Wände benötigte er zusammengerechnet nur 7 Stunden und 5 Minuten.
Heute schmückt sich kein Spitzenbergsteiger mehr mit der Durchsteigung einer großen Nordwand auf dem Normalweg, außer er bewältigt sie in außergewöhnlich kurzer Zeit. Selbst die Eiger-Nordwand hat ihren Nimbus von einst in Bergsteigerkreisen mittlerweile verloren. Wenn überhaupt, sind die großen Nordwände für Ausnahme-Alpinisten heute in erster Linie als Vorbereitungstouren für schwierigere Unternehmungen, etwa im Himalaya, zur Erstbegehung neuer, noch extremerer Sportkletter- oder Mixed-Routen, oder wie bei Ueli Steck fürs Klettern auf Zeit interessant.

## Die großen Nordwände im Einzelnen

### Die „großen Drei“
| Nordwand         | Wandhöhe | Gipfelhöhe | Erstersteigung                              | Erstersteiger                                                                  | 1. Winterbegehung                                                      | 1. Solobegehung          | 1. Wintersolo                                                | Schnellste Begehung       |
| ---------------- | -------- | ---------- | ------------------------------------------- | ------------------------------------------------------------------------------ | ---------------------------------------------------------------------- | ------------------------ | ------------------------------------------------------------ | ------------------------- |
| Eiger            | 1800 m   | 3967 m     | 1938                                        | Heinrich Harrer, Anderl Heckmair, Fritz Kasparek, Ludwig Vörg                  | 1961 Toni Hiebeler, Toni Kinshofer, Walter Almberger, Anderl Mannhardt | 1963 Michel Darbellay    | 1978 Tsuneo Hasegawa und Ivano Ghirardini (einen Tag später) | 2015 Ueli Steck (2h 23m)  |
| Grandes Jorasses | 1200 m   | 4208 m     | 1935 Crozpfeiler (C) 1938 Walkerpfeiler (W) | C: Martin Meier, Rudolf Peters; W: Ricardo Cassin, Luigi Esposito, Ugo Tizzoni | W: 1963 Walter Bonatti, Cosimo Zappelli                                | W: 1968 Alessandro Gogna | W: 1979 Tsuneo Hasegawa (nach anderer Quelle: Andy Parkin)   | 2018 Dani Arnold (2h 04m) |
| Matterhorn       | 1200 m   | 4478 m     | 1931                                        | F. Schmid, T. Schmid                                                           | 1962 Hilti von Almen, Paul Etter                                       | 1959 Dieter Marchart     | 1965 Walter Bonatti                                          | 2015 Dani Arnold (1h 46m) |

### Erweiterte Gruppe
| Nordwand    | Wandhöhe | Gipfelhöhe | Erstersteigung | Erstersteiger                                                                         | 1. Winterbegehung                                                                                            | 1. Solobegehung     | 1. Winter-Solo        |
| ----------- | -------- | ---------- | -------------- | ------------------------------------------------------------------------------------- | --- | ------------------- | --------------------- |
| Petit Dru   | 700 m    | 3733 m     | 1935           | Pierre Allain, Raymond Leininger                                                      | 1964 George Payot, Yvon Masino, Gérard Devouassoux                                                           | 1955 Walter Bonatti | 2015 Tom Ballard      |
| Piz Badile  | 800 m    | 3308 m     | 1937           | Riccardo Cassin, Vittorio Ratti, Gino Esposito, Mario Molteni †, Giuseppe Valsecchi † | 1967 Michel Darbellay, Camille Bournissen, Paolo Armando, Gianni Calcagno, Daniel Troillet, Alessandro Gogna | 1952 Hermann Buhl   | 2006 Fabio Valsechini |
| Große Zinne | 550 m    | 2999 m     | 1933           | Emilio Comici, Angelo Dimai, Giuseppe Dimai                                           | 1938 Fritz Kasparek, Sepp Brunnhuber                                                                         | 1937 Emilio Comici  | ?                     |

## Besondere alpinistische Leistungen
Abgesehen von den Erstbegehungen, die aus den obigen Tabellen abzulesen sind, erregten vor allem Besteigungen auf Zeit oder Aneinanderreihungen von Begehungen der großen Nordwände Aufsehen:

### Einzelbesteigungen auf Zeit

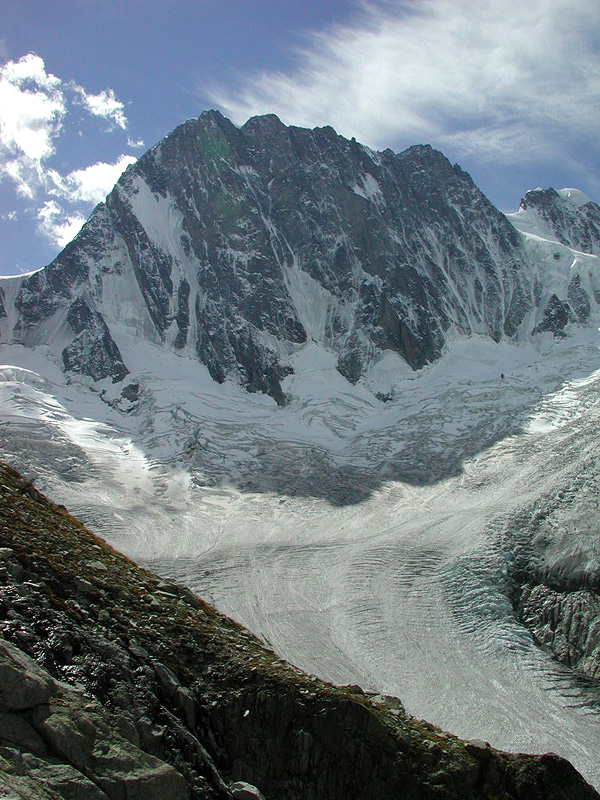
Die Grandes-Jorasses-Nordwand

Die „großen Nordwände“ wurden sowohl in Seilschaften als auch solo (also von allein kletternden Bergsteigern) mit dem Ziel durchstiegen, in so kurzer Zeit wie möglich die Durchsteigung zu vollenden. Während in den ersten Jahren und Jahrzehnten nach der jeweiligen Erstdurchsteigung überwiegend Seilschaftsdurchsteigungen auf Zeit die besten Bergsteiger reizten, rückten im Zuge der Weiterentwicklung des Alpinismus und der gesteigerten Kletterfähigkeiten zunehmend Solobegehungen auf Zeit in den Mittelpunkt des Interesses. Dabei sind die Begehungszeiten im Vergleich zu den Seilschaftsbegehungen deutlich kürzer, weil Solokletterer auf eine Sicherung und auf Seilmanöver weitgehend oder vollständig verzichten können und daher – zum Preis des meist höheren Absturzrisikos – viel rascher vorwärtskommen.
- Am 26. Juli 1950 durchstiegen die Österreicher Erich Waschak und Leo Forstenlechner die Eiger-Nordwand erstmals ohne Biwak und in nur 18 Stunden. Dieser Rekord sollte bis 1974 halten.[18]
- 1959 durchstieg Dieter Marchart solo in nur fünf Stunden die Matterhorn-Nordwand.
- 1974 durchstiegen Reinhold Messner und Peter Habeler die Eiger-Nordwand in nur zehn Stunden, was über 30 Jahre lang als schnellste Seilschafts-Durchsteigung galt.[19]
- 1982 durchstieg Thomas Bubendorfer die Grandes Jorasses-Nordwand und den Petit Dru-Nordpfeiler in jeweils sieben Stunden seilfrei und solo.[20]
- 1983 durchstiegen unabhängig voneinander Thomas Bubendorfer und Reinhard Patscheider die Eiger-Nordwand jeweils solo in unter fünf Stunden.[21]
- 1983 kletterten Thomas Bubendorfer und Peter Rohrmoser in 3:50 Stunden durch die Matterhorn-Nordwand.[20]
- 1997 durchstieg Christoph Hainz die „Superdirettissima“ der Große-Zinne-Nordwand solo, im Winter und in nur acht Stunden.[22]
- 2003 durchstieg Christoph Hainz die Eiger-Nordwand in nur 4½ Stunden.[23]
- 2007 durchstieg der Schweizer Ueli Steck am 21. Februar die Eiger-Nordwand in 3:54 Stunden.[24]
- 2008 durchstiegen Roger Schäli und Simon Anthamatten die Eiger-Nordwand als Seilschaft in 6:50 Stunden und unterboten damit die seit 1974 als schnellste Seilschaftsbegehung geltenden zehn Stunden von Reinhold Messner und Peter Habeler.[25] Schon wenig später, am 23. Februar, wurde dieser Rekord von Dani Arnold und Stephan Ruoss unterboten, die für ihre Seilschaftsbegehung nur 6:10 Std. benötigten.[26]
- 2008 verbesserte Ueli Steck seinen eigenen Rekord der Solo-Durchsteigung der Eiger-Nordwand auf 2:47:33 Stunden.[27]
- 2008 durchstieg Ueli Steck die Grand-Jorasses-Nordwand auf der Colton-McIntyre-Route solo in einer neuen Rekordzeit von 2:21 Std.[28]
- 2009 durchstieg Ueli Steck die Matterhorn-Nordwand auf der klassischen Schmid-Route solo in einer neuen Rekordzeit von 1:56 Std.[29] und hält damit die Rekordzeiten aller drei großen Nordwände.
- 2011 verbesserte Dani Arnold den Rekord der Solo-Durchsteigung der Eiger-Nordwand auf 2:28 Stunden.[30]
- 2015 verkürzte Ueli Steck seine Zeit auf der Heckmair-Route in der Eiger-Nordwand erneut auf 2:22:50, solo.[31][32]

### Mehrfachbesteigungen
- Gaston Rébuffat war der erste Bergsteiger, dem die Mehrfachbesteigung aller sechs großen Nordwände gelang (bis 1952).[33]

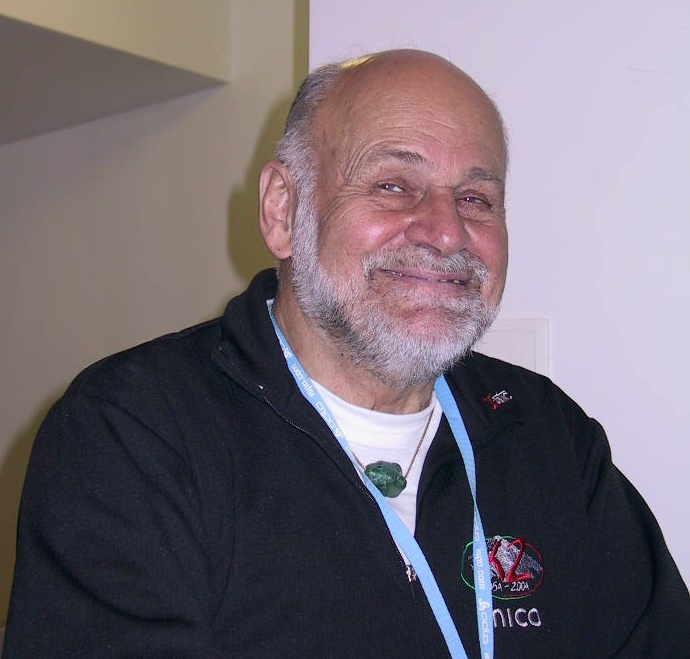
Kurt Diemberger durchstieg als einer der Ersten die drei großen Nordwände (1956–58).

- Von 1961 bis 1962 durchstieg Leo Schlömmer als erster die großen drei Nordwände innerhalb eines Jahres.[34]
- Von 1964 bis 1975 erkletterte Yvette Vaucher als erste Frau alle sechs großen Nordwände.[35]
- Von 1977 bis 1978 durchstieg Ivano Ghirardini als erster die großen drei Nordwände solo in einem Winter.[36]
- Bis 1979 durchstieg Norbert Joos die großen drei Nordwände im Alter von nur 19 Jahren.[37]
- Bis 1983 durchstieg Thomas Bubendorfer die großen drei Nordwände sowie die Nordwände von Droites und Civetta im Alter von nur 21 Jahren solo, teilweise seilfrei und in Rekordzeit.[20]
- 1991 durchstieg Robert Jasper die großen drei Nordwände solo innerhalb eines Jahres.[38]
- 1992 und 1993 stieg Catherine Destivelle als erste Frau solo und im Winter durch die großen drei Nordwände.[39]
- 1993 durchstieg Alison Hargreaves als erste Frau alle sechs großen Nordwände solo innerhalb eines Jahres und zusammengerechnet in weniger als 24 Stunden.[40]
- 2008 durchstieg Roger Schäli die sechs großen Nordwände der Alpen im Winter innerhalb von 45 Tagen, was den bislang kürzesten Zeitraum darstellt, der zur Besteigung aller sechs Wände benötigt wurde.[41]
- Im Winter 2014/2015 durchstieg der britische Alpinist Tom Ballard als erster die sechs großen Nordwände solo im Winter (und ohne Unterstützung durch Dritte).[42]

### Serienbesteigungen („enchaînements“)
Der aus dem Französischen stammende Begriff „enchaînement“ (wörtlich Verkettung, Aneinanderreihung) steht für Mehrfachbesteigungen oder Marathontouren, bei denen die Bergsteiger zwischen den einzelnen Etappen nicht zu einem Basislager zurückkehren, sondern mehrere eigenständige Touren am Stück durchführen. Dies trifft im engeren Sinne bei den nachfolgend genannten Unternehmungen zwar nur auf Christophe Profit zu; er konnte die Besteigungen in dieser Form nur mit Unterstützung von Hubschraubern durchführen. Im weiteren Sinne ist der Charakter eines Enchaînement jedoch zudem bei den Touren von Tomo Cesen, Erhard Loretan und Jean-Christophe Lafaille gegeben.
- 1985 durchstieg Christophe Profit die großen drei Nordwände solo in nur 22½ Stunden.[44]
- 1986 durchstieg Tomo Česen die großen drei Nordwände solo im Winter innerhalb einer Woche.[45]
- 1987 durchstieg Christophe Profit die großen drei Nordwände solo im Winter innerhalb von 42 Stunden.[46]
- 1989 durchstieg Erhard Loretan 13 Nordwände in den Berner Alpen (darunter die des Eiger) innerhalb von 13 Wintertagen.[47]
- 1995 durchstieg Jean-Christophe Lafaille innerhalb von 16 Tagen zehn alpine Nordwände solo, darunter die des Eiger und die des Matterhorns.[48]

## Andere große Nordwände der Alpen
Neben den sechs oben genannten Nordwänden weist eine Reihe weiterer Alpen-Nordwände ebenfalls einen hohen Schwierigkeits- und/oder Bekanntheitsgrad auf. Diese Wände werden oft als „große Wände“, „große Felswände“ oder „große Eiswände der Alpen“ bezeichnet, jedoch nicht stets mit dem Hinweis auf ihre nordseitige Lage. Sie werden fast nie unmittelbar in eine Reihe mit Eiger-, Matterhorn- und Grandes-Jorasses-Nordwand gestellt. Es handelt sich hier also eher um eine deskriptive als um eine kanonische Klassifizierung.
Zu diesen anderen großen Nordwänden zählen vor allem:

### Kombinierte Wände oder Eiswände
- Les-Droites-Nordwand (R. Messner: „[Gilt] als die wildeste unter den Alpenwänden.“[49] Wollte man den Kreis der „großen Nordwände“ von sechs auf sieben erweitern, so müsste man dabei am ehesten die Droites-Nordwand berücksichtigen.)
- Grands-Charmoz-Nordwand („Einer der härtesten Aufstiege der Alpen“[50])
- Courtes-Nordwand
- Triolet-Nordwand
- Dent-d’Hérens-Nordwand
- Ortler-Nordwand
- Königspitze-Nordwand
- Fiescherhorn-Nordwand

### Felswände
Die großen reinen Fels-Nordwände der Alpen befinden sich in den Ostalpen:
- Laliderer-Nordwand
- Triglav-Nordwand
- Westliche-Zinne-Nordwand
- Civetta-Nordwestwand
- Monte-Agnèr-Nordwand
- Hochwanner-Nordwand

## Galerie

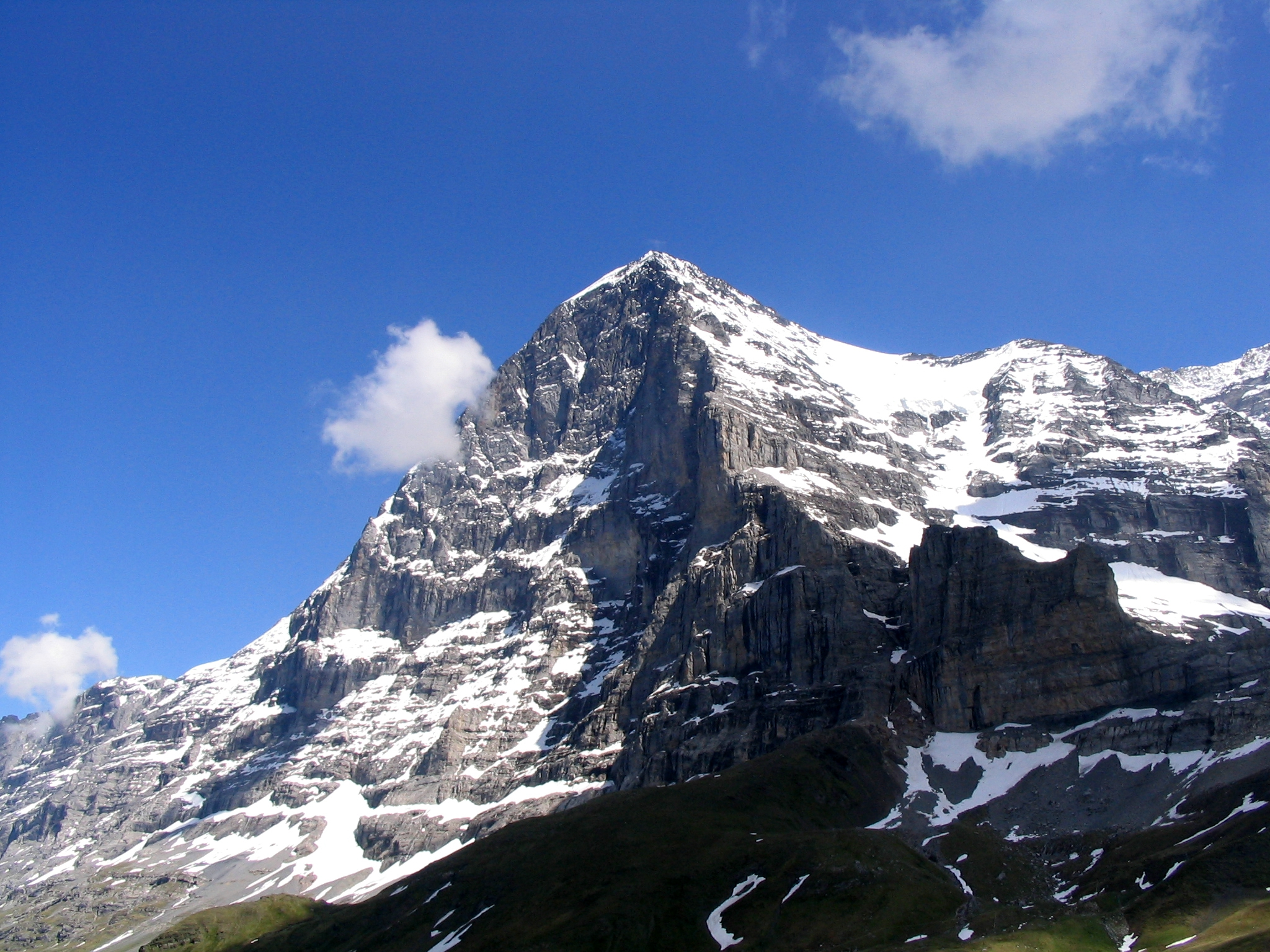
Eiger-Nordwand
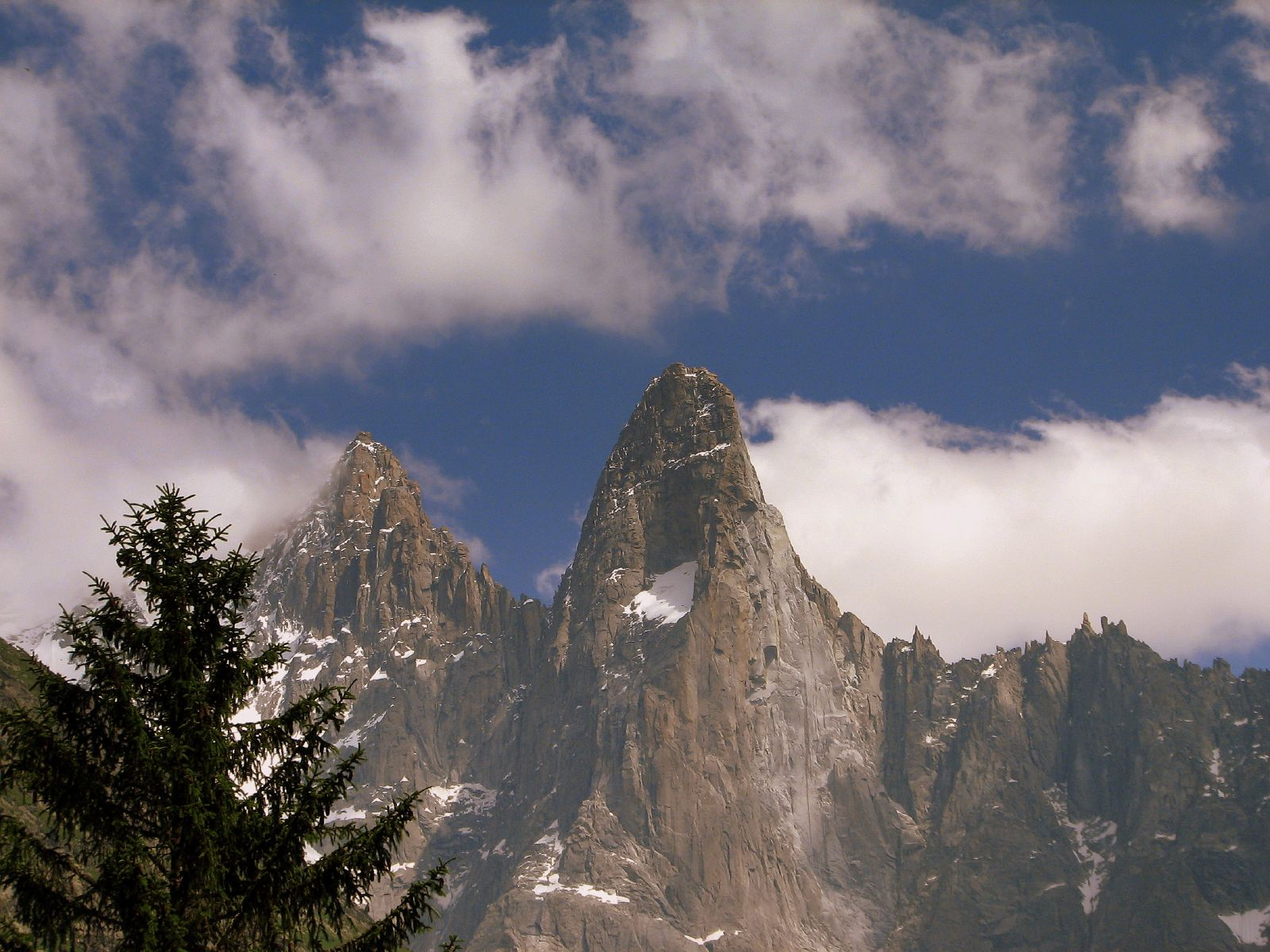
Aiguille-du-Dru-Nordwand
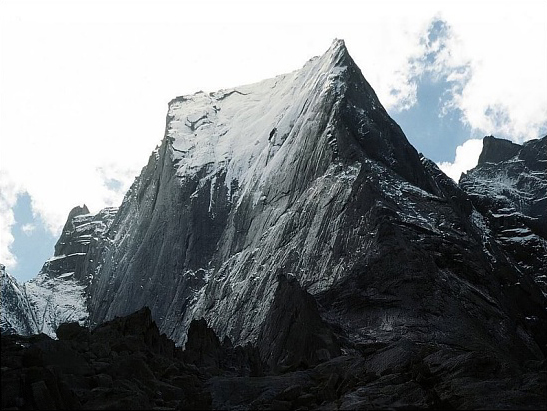
Nordostwand des Piz Badile
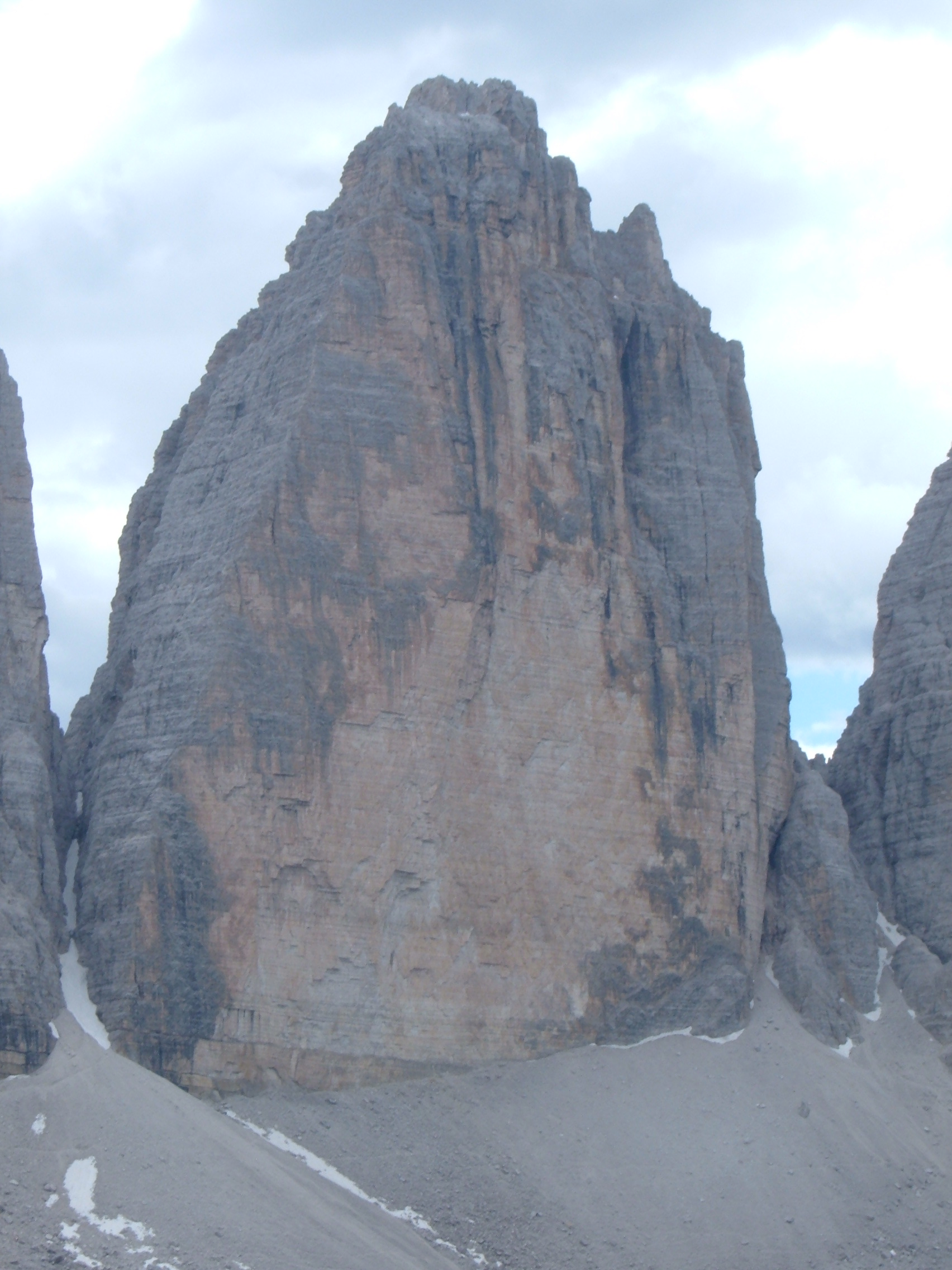
Nordwand der Großen Zinne